# Bandeira de Ribeirão Preto
A Bandeira de Ribeirão Preto é um dos símbolos oficiais do município brasileiro supracitado, localizado no interior do estado de São Paulo. Foi elaborada em 15 de agosto de 1991 e publicada oficialmente pela lei nº 6057, de 21 de agosto de 1991.
Constitui-se de um retângulo de fundo branco, com uma contrabanda em azul tendo no centro o brasão municipal, que foi criado no mesmo dia da bandeira, sob mandato do prefeito Welson Gasparini.

## Curiosidade
Curiosamente, a bandeira de Ribeirão Preto era usada de forma incorreta, inclusive pela Prefeitura da cidade.
O texto original, da Lei 6057 dizia que, a bandeira deveria ser usada "[...] em forma retangular, de fundo azul, com uma contra-banda em branco [...]"; entretanto, sempre, foi usada como um retângulo branco, com uma contrabanda azul.
Em 13 de maio de 2014, foi criada a lei ordinária Nº 13246, que altera a redação do artigo 3º, da lei Nº 6057, de 15 de agosto de 1991; Passando a vigorar com a seguinte redação: "[...] A Bandeira Municipal será em pano em forma retangular, de fundo branco, com uma contrabanda em azul [...] ".